# Orden de la Paloma
La Orden del Espíritu Santo, también denominada Orden de la Paloma o Collar de Oro fue una orden militar de corta existencia fundada por el rey Juan I de Castilla en el siglo XIV con el objeto de contribuir a la defensa de la fe católica y de los intereses de la Corona de Castilla. 
La historiografía moderna considera que fue fundada en 1389, y se trata de otra de las divisas reales que por confusión se han considerado más como órdenes de caballería que como símbolos personales de los monarcas, como ocurre con la Orden de la Escama o la de la Rosa, y su desaparición fue motivada por la temprana muerte de su fundador.

## Historia
Existen diferencias respecto a su fundación, tanto sobre el año de creación como del monarca que la llevó a cabo. Así se considera que fue fundada por Juan I de Castilla en 1379, o por el mismo monarca el 25 de julio de 1383, 1388 o 1390 en la ciudad de Segovia, en cuya catedral armó caballeros a muchos nobles del reino ese día, e incluso por Enrique III de Castilla en 1399.
Esta orden fue disuelta apenas un año después de ser establecida pero, pese a su carácter efímero, la Orden de la Paloma ha sido conocida por los grandes banquetes que organizaba, en los que también se sirvió la carne del animal por el que esta corporación fue conocida popularmente. Estos banquetes y el nombre de esta orden militar fueron la causa de su disolución, ya que sus miembros necesitaban ser considerados "hombres honorables" para convertirse en caballeros de la misma y en aquella época la carne de paloma, aunque se consumía con mucha frecuencia, no tenía una gran reputación porque estaba asociada con la promiscuidad.
Tuvo como insignia un collar, realizado en oro, del que pendía la figura de una paloma esmaltada de blanco y los ojos y pico de gules.